# Lukavica, Dimitrovgrad
Lukavica (izvirno srbsko Лукавица) je naselje v Srbiji, ki upravno spada pod Občino Dimitrovgrad; slednja pa je del Pirotskega upravnega okraja.

## Demografija
V naselju živi 338 polnoletnih prebivalcev, pri čemer je njihova povprečna starost 40,5 let (38,6 pri moških in 42,6 pri ženskah). Naselje ima 160 gospodinjstev, pri čemer je povprečno število članov na gospodinjstvo 2,68.
Prebivalstvo je večinoma nehomogeno.
|  |

| Demografija | Demografija     | Demografija     |
| Leto        | Št. prebivalcev | Št. prebivalcev |
| ----------- | --------------- | --------------- |
|             |                 |                 |
|             |                 |                 |
|             |                 |                 |
|             |                 |                 |
| 1948        | 233             |                 |
| 1953        | 230             |                 |
| 1961        | 185             |                 |
| 1971        | 287             |                 |
| 1981        | 407             |                 |
| 1991        | 473             | 472             |
| 2002        | 430             | 429             |
|             |                 |                 |

| Etnična sestava po popisu iz leta 2002 | Etnična sestava po popisu iz leta 2002 | Etnična sestava po popisu iz leta 2002 | Etnična sestava po popisu iz leta 2002 | Etnična sestava po popisu iz leta 2002 |
| -------------------------------------- | -------------------------------------- | -------------------------------------- | -------------------------------------- | -------------------------------------- |
| Bolgari                                | Bolgari                                |                                        | 253                                    | 58,97%                                 |
| неизјашњени                            | неизјашњени                            |                                        | 113                                    | 26,34%                                 |
| Srbi                                   | Srbi                                   |                                        | 59                                     | 13,75%                                 |
| Neznano                                | Neznano                                |                                        | 3                                      | 0,69%                                  |
| остали                                 | остали                                 |                                        | 1                                      | 0,23%                                  |